# پورتو پناسکو
پورتو پناسکو (به اسپانیایی: Puerto Peñasco) یک منطقهٔ مسکونی در مکزیک است که در Puerto Peñasco Municipality واقع شده‌است. پورتو پناسکو ۹٬۷۷۴٫۴۵ کیلومتر مربع مساحت و ۶۲٬۱۷۷ نفر جمعیت دارد و ۱۰ متر بالاتر از سطح دریا واقع شده‌است.